# Leioproctus kumarina
Leioproctus kumarina är en biart som beskrevs av Houston 1990. Leioproctus kumarina ingår i släktet Leioproctus och familjen korttungebin. Inga underarter finns listade i Catalogue of Life.